# Erucastrum pachypodum
Erucastrum pachypodum là một loài thực vật có hoa trong họ Cải. Loài này được (Chiov.) Jonsell mô tả khoa học đầu tiên năm 1976.